# (6771) Foerster
(6771) Foerster es un asteroide perteneciente al cinturón de asteroides, descubierto el 9 de marzo de 1986 por Claes-Ingvar Lagerkvist desde el Observatorio de Siding Spring, Nueva Gales del Sur, Australia.

## Designación y nombre
Designado provisionalmente como 1986 EZ4. Fue nombrado Foerster en honor al astrónomo alemán Wilhelm Julius Foerster que ejerció de director del Observatorio de Berlín durante casi 40 años. Hizo mediciones de posición de las estrellas y en el año 1860 fue codescubridor del asteroide (62) Erato.

## Características orbitales
Foerster está situado a una distancia media del Sol de 2,325 ua, pudiendo alejarse hasta 2,754 ua y acercarse hasta 1,896 ua. Su excentricidad es 0,184 y la inclinación orbital 0,843 grados. Emplea 1295 días en completar una órbita alrededor del Sol.

## Características físicas
La magnitud absoluta de Foerster es 14,3. Tiene 3,064 km de diámetro y su albedo se estima en 0,399.